# Ірландська народно-визвольна організація
Ірландська народна визвольна організація була невеликою ірландською соціалістичною республіканською воєнізованою організацією, сформованою в 1986 році незадоволеними та виключеними членами Ірландської Національно-визвольної Армії (ІНВА), чиї фракції об'єдналися після судових процесів над травою. Вона заслужила репутацію внутрішньо-республіканського та сектантського насильства та злочинності, перш ніж була примусово розформована Тимчасовою Ірландською Республіканською Армією (ТІРА) у 1992 році.
Деякі з найпомітніших атак ІНВО за час її короткого існування були: Стрілянина з організацією «Помаранчевий хрест», під час якої озброєні бойовики ІНВО вбили члена «Червоної руки» та поранили солдата Ольстерського полку оборони;
Стрілянина Donegall Arms, коли вони без розбору обстріляли протестантський паб, убивши двох мирних протестантів і поранивши ще чотирьох;
Вбивство відкритого лояльного політика та члена Ольстерських добровольчих сил (ОДС) Джорджа Сірайта в листопаді 1987 року.
1 травня 1990 року IPLO стала організацією, забороненою британським урядом. Незважаючи на те, що IPLO офіційно розформована, вона зберігає цю класифікацію відповідно до Закону про тероризм 2000 року.